# Wümme
De Wümme is een rivier in Duitsland, in de deelstaten Nedersaksen en Bremen.

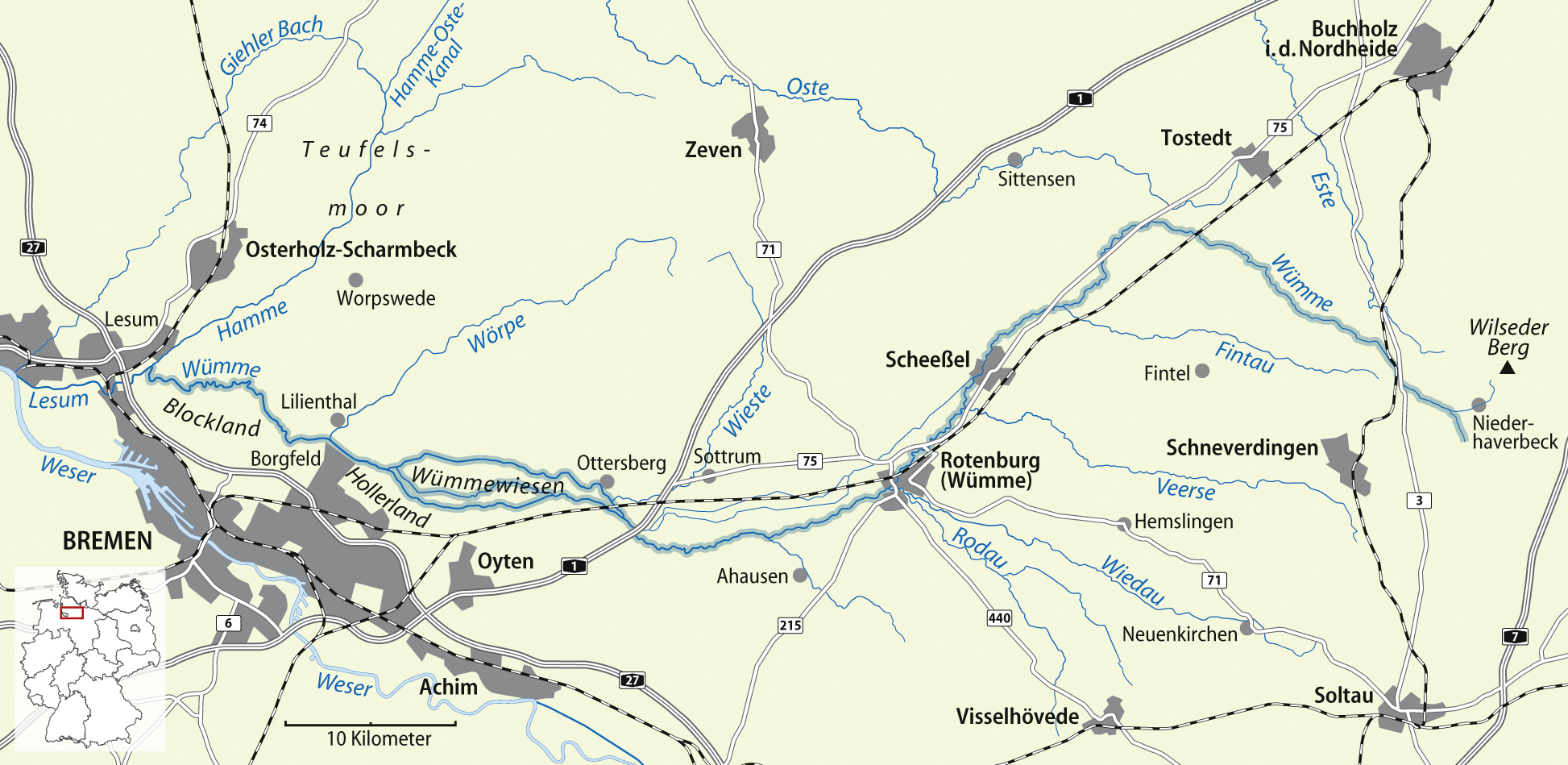
Kaart van de Wümme (dikke blauwe lijn)

De Wümme is de 118 km lange toevoerrivier van de  Lesum, die ontspringt op de Lüneburger Heide en  die verenigd met de Hamme 10 kilometer westwaarts in de Wezer uitmondt. Vanaf Borgfeld (km 0,00) tot de samenvloeiing met de Hamme (km 18,53), is de rivier bevaarbaar en opengesteld voor de vrachtscheepvaart. Vanaf ca. 1800 tot ca. 1970 was de rivier van betekenis voor het vervoer in kleine vrachtscheepjes van turf uit de talrijke hoogveengebieden in de regio.
De Wümme is betrekkelijk weinig door watervervuiling belast.

## Plaatsen aan de Wümme
Volgorde: vanaf de monding stroomopwaarts.
- Blockland , Stadtteil van Bremen
- Lilienthal
- Borgfeld, Stadtteil van Bremen : benedenstrooms van dit 10 km ten NO van Bremen-centrum gelegen dorp heeft de Wümme getijde-invloed van de Noordzee
- Ottersberg met het kunstenaarsdorp Fischerhude en  Quelkhorn
- Hellwege
- Rotenburg (Wümme)
- Scheeßel
- Lauenbrück
- Wesseloh
- Otter (Nedersaksen)

## Zijrivieren en -beken
- Ahauser Bach (bij Hellwege, stroomafwaarts ziende van links)
- Beeke (in Scheeßel, van links)
- Fintau (in Lauenbrück, van links)
- Veerse (in Veersebrück bij Scheeßel, van links)
- Wiedau, met de Rodau , (in Rotenburg, van links)
- Wieste (bij Ottersberg, van rechts)
- Wörpe (bij Lilienthal, van rechts)
- Kleine Wümme (bij Wummensiede, van links)

## Dijken e.d.

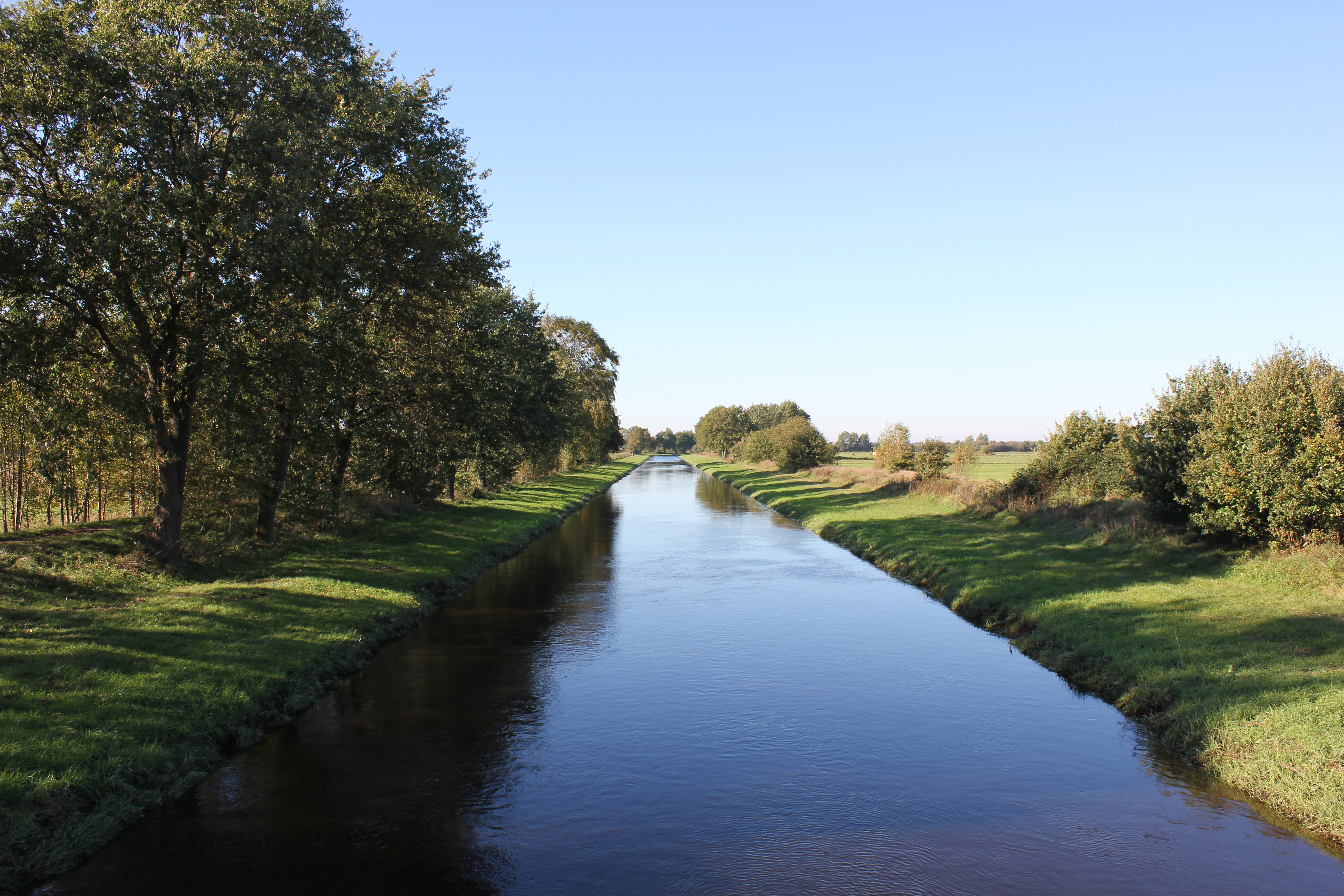
Gekanaliseerde zuidarm der Wümme
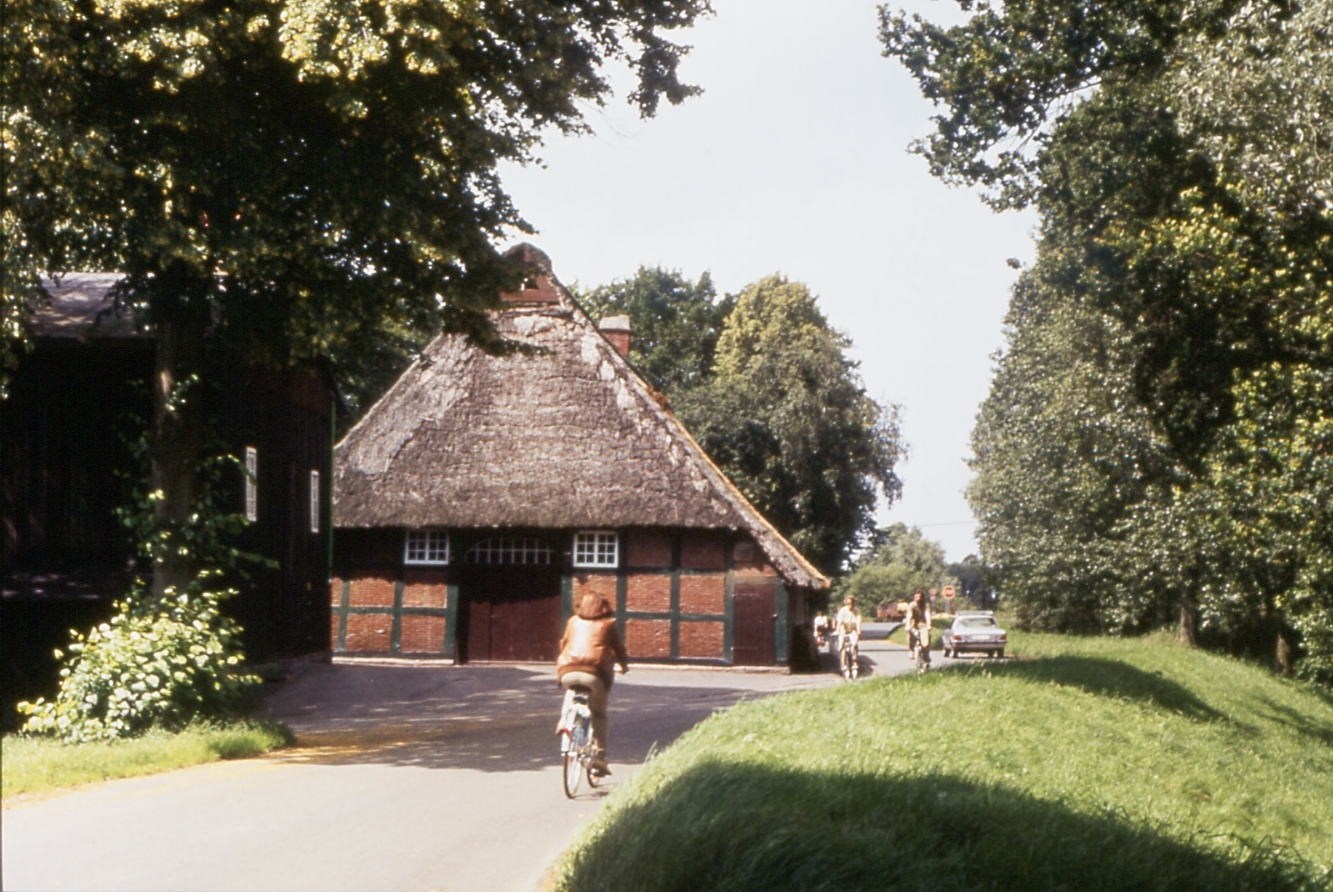
Bremer Wümmedijk

In de  stadsregio Bremen is in 1881 begonnen met de aanleg van talrijke dijken en andere waterwerken, teneinde overstromingen te beperken of zelfs geheel te voorkomen. In 1974 werd de stormvloedkering in de Lesum gebouwd. Sindsdien is het gevaar van catastrofale overstromingen nagenoeg geweken.

## Natuurbescherming, toerisme
Diverse sluizen, dammen, stuwen in de rivier zijn reeds en worden in de toekomst nog aangepast ter verbetering van de visstand, o.a. door vistrappen en -passages.
Langs de Wümme is een toeristische fietsroute uitgezet. Stroomafwaarts van Lauenbrück kan op de rivier gekanood worden.
De Wümme is zeer visrijk en om die reden ecologisch waardevol. Plaatselijke hengelsportclubs en natuurbeschermers werken samen, om te zorgen, dat er vanaf 2025 weer op grote schaal beekforel en zalm in de rivier terugkeert. Het gehele stroom- en oevergebied staat onder uiteenlopende gradaties van natuur- of landschapsbescherming (Natura 2000-gebied). Bij Stemmen, Samtgemeinde Fintel, is langs de rivier een reservaat voor de vogelsoort grote trap ingericht. Een van de grootste rietvelden van Noordwest-Duitsland bevindt zich in het getijdengebied van de Wümme en de Lesum.

### Wümmewiesen
Bij Ottersberg vertakt de Wümme zich tot een ecologisch waardevolle en door kunstenaars vaak geschilderde binnendelta, vanwege de vele vroegere weilanden daar Wümmewiesen genaamd. Dit is een belangrijk vogelreservaat, dat in de winter en de lente vaak geheel of gedeeltelijk onder water staat. Het gebied is door diverse dijken gescheiden van de buitenwijken van Bremen.

## Literatuur

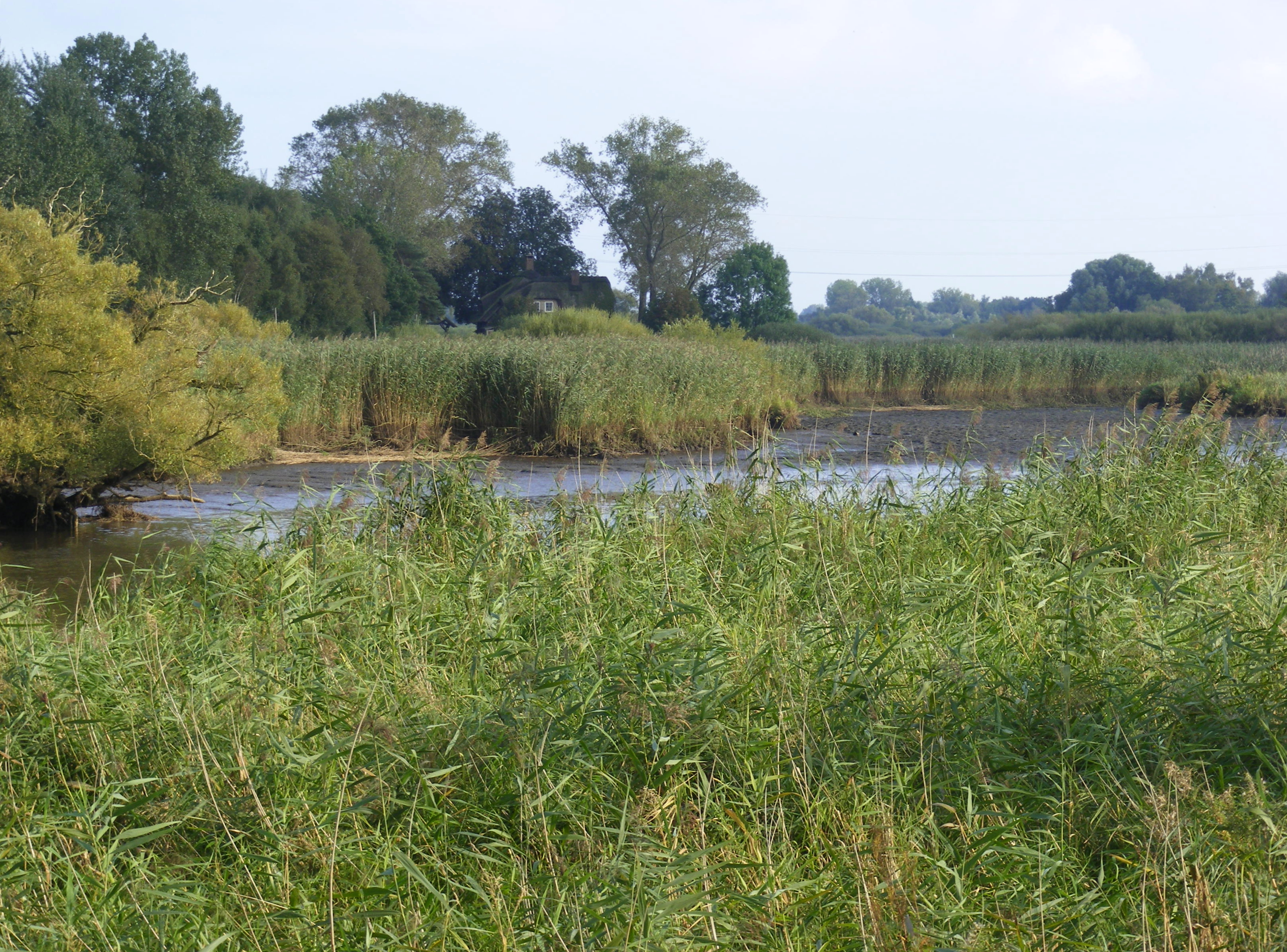
Wümme bij Bremen- Blockland bij eb
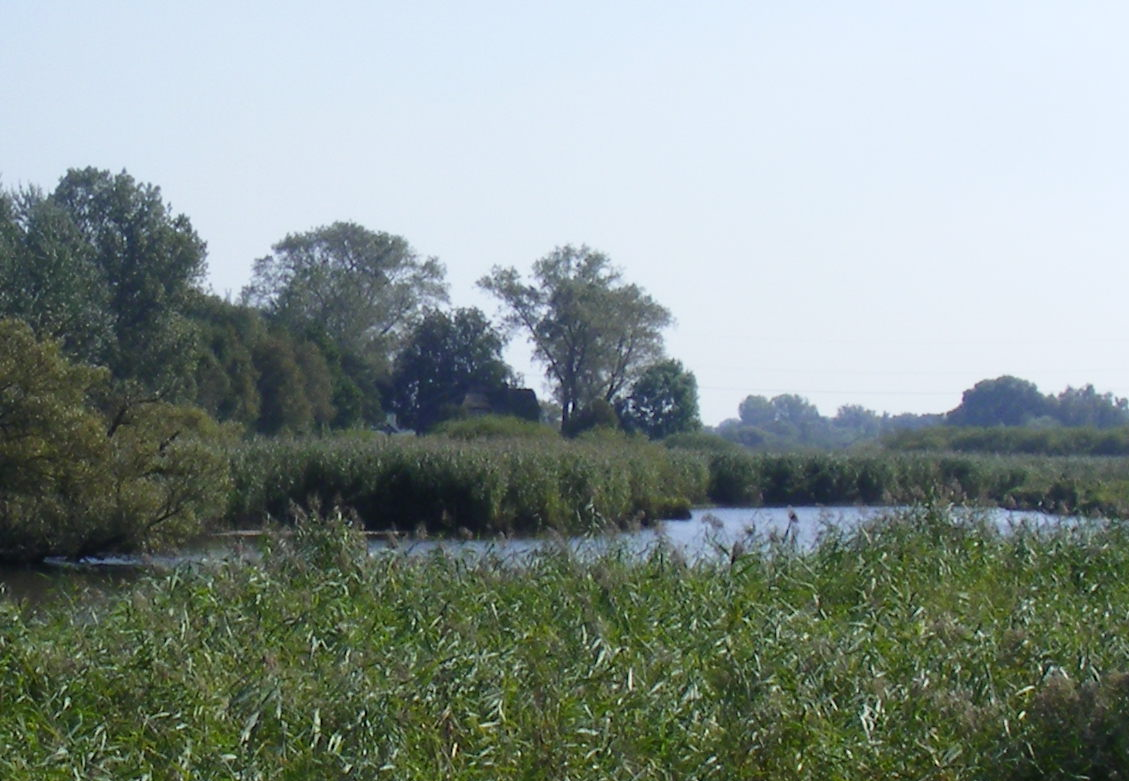
Wümme bij Bremen- Blockland bij vloed
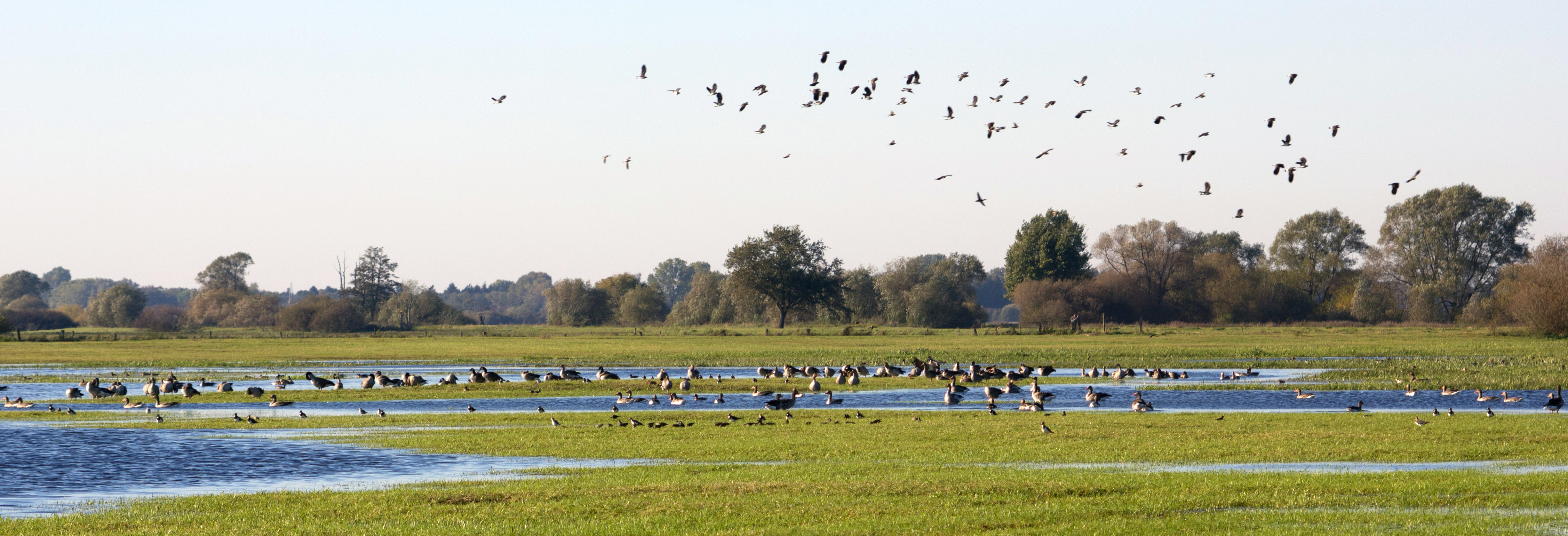
De Wümmewiesen bij Bremen
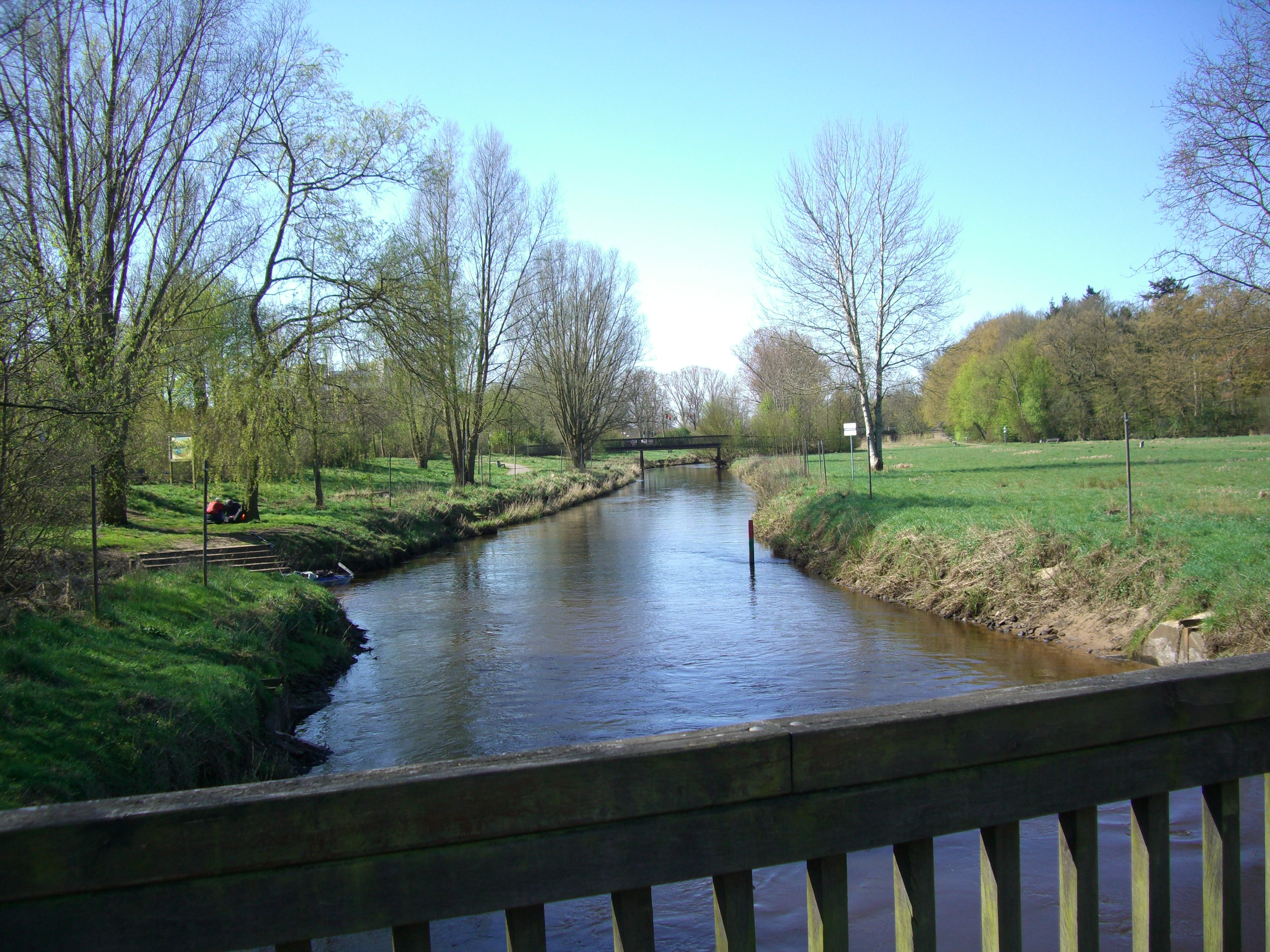
De bovenloop van de Wümme in Rotenburg
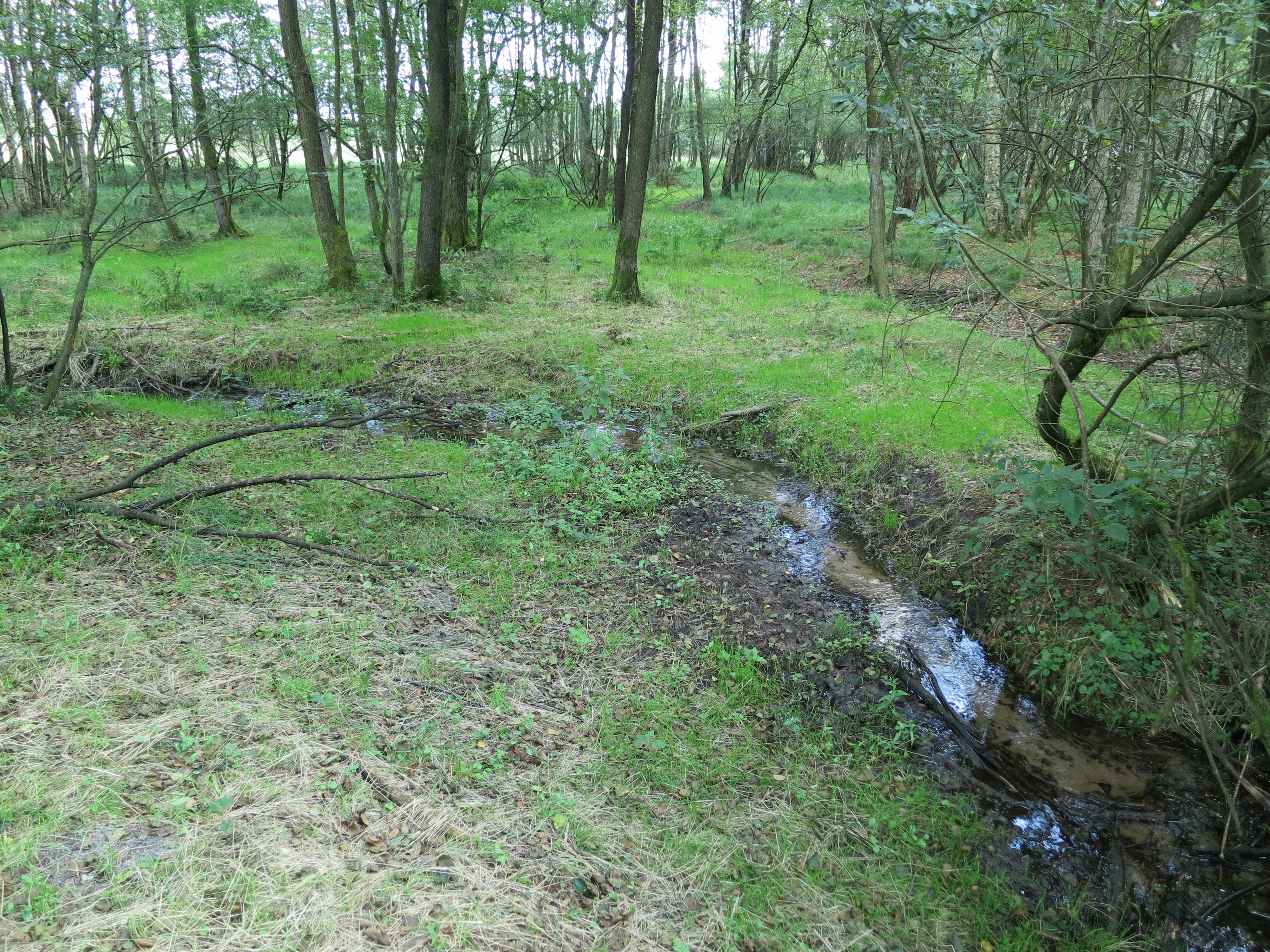
Haverbeeke (voorgrond) waar deze samenvloeit met de Wümme (achtergrond); bij laagwater.